# Tony Martinelli
Pour les articles homonymes, voir Martinelli.
Tony Martinelli est un monteur américain, né le 26 novembre 1909 et décédé le 15 août 1996  à Burbank (Californie).

## Filmographie partielle
- 1937 : Hit the Saddle de Mack V. Wright
- 1938 : Santa Fe Stampede de George Sherman
- 1938 : La Ruse inutile de George Sherman
- 1938 : Pals of the Saddle de George Sherman
- 1939 : New Frontier de George Sherman
- 1939 : The Kansas Terrors de George Sherman
- 1939 : Le Diable de Mexico (Mexicali Rose) de George Sherman
- 1939 : Le Bandit du Wyoming de George Sherman
- 1939 : La Loi des rancheros (Cowboys from Texas) de George Sherman
- 1939 : La Lutte pour le ranch de George Sherman
- 1939 : Le Torrent de la mort (Rovin' Tumbleweeds) de George Sherman
- 1940 : À la rescousse (The Trail Blazers) de George Sherman
- 1940 : Les Gangsters du Texas (Under Texas Skies ) de George Sherman
- 1940 : Texas Terrors de George Sherman
- 1940 : En mauvaise passe de George Sherman
- 1941 : Jesse James at Bay de Joseph Kane
- 1941 : Le Cavalier fantôme de George Sherman
- 1941 : Death Valley Outlaws de George Sherman
- 1941 : Two Gun Sheriff de George Sherman
- 1942 : Spy Smasher de William Witney
- 1944 : Faces in the Fog de John English
- 1946 : Affairs of Geraldine de George Blair
- 1957 : Johnny la bagarre de John H. Auer
- 1960 : Les Sept Chemins du couchant de Harry Keller
- 1964 : Cinq Mille Dollars mort ou vif de R. G. Springsteen
- 1968 : Piège à San Francisco de Józef Lejtes
- 1968 : The Shakiest Gun in the West d'Alan Rafkin